# Clive Swift
Clive Walter Swift (Liverpool, 1936. február 9. – London, 2019. február 1.) angol színész.

## Filmszerepei
Mozifilmek
- Catch Us If You Can (1965)
- Szentivánéji álom (A Midsummer Night's Dream) (1968)
- Téboly (Frenzy) (1972)
- Death Line (1972)
- The National Health (1973)
- Man at the Top (1973)
- The Sailor’s Return (1978)
- Excalibur (1981)
- Memed, My Hawk (1984)
- Út Indiába (A Passage to India) (1984)
- Il giovane Toscanini (1988)
- Gaston háborúja (Gaston's War) (1997)
- Porszívók (Vacuums) (2003)

Tv-filmek
- The Stalls of Barchester (1971)
- A Warning to the Curious (1972)
- Rómeó és Júlia (Romeo and Juliet) (1976)
- IV. Henrik, 1. rész(Henry IV, Part 1) (1979)
- Winston Churchill: The Wilderness Years (1981)
- The Barchester Chronicles (1982)
- First Among Equals (1986)
- Szemenszedett hazugságok (Pack of Lies) (1987)
- Othello (1990)
- Arisztokraták (Aristocrats) (1999)

Tv-sorozatok
- The Liver Birds (1972, egy epizódban)
- Dead of Night (1972, egy epizódban)
- Bless Me, Father (1978, egy epizódban)
- Meghökkentő mesék (Tales of the Unexpected) (1982, egy epizódban)
- The Pickwick Papers (1985, 12 epizódban)
- Ki vagy, doki? (Doctor Who) (1985, 2007, három epizódban)
- Inspector Morse (1987, egy epizódban)
- A külsőre adni kell (Keeping Up Appearances) (1990–1995, 44 epizódban)
- Heartbeat (1993, egy epizódban)
- Woof! (1994, egy epizódban)
- Ötösfogat (The Famous Five) (1997)
- Peak Practice (1998, tíz epizódban)
- Born and Bred (2002–2005, 36 epizódban)
- The Old Guys (2009–2010, 12 epizódban)
- Vagányok – Öt sikkes sittes (Hustle) (2011, egy epizódban)
- Kakukk (Cuckoo) (2014, egy epizódban)
- Kisvárosi gyilkosságok (Midsomer Murders) (2017, egy epizódban)